# Suha krajina
Suha krajina je manjša pokrajina, ki leži na severo-zahodnem delu Dolenjske. Njeno središče oz. največje mesto je Žužemberk. V Suhi krajini teče reka Krka. Skozi pokrajino poteka tudi pomembna prometna cesta.
Ime Suha krajina izvira zaradi prepustne zemlje, ki je na apnencu in zato v vrhnji plasti ostane malo vode, večina je pronika v podtalnico in Krko. Na vzhodnem obrobju Suhe krajine je kraško polje Globodol.
Pokrajina je ena izmed manj razvitih v Sloveniji, število prebivalcev pa upada. Slab gospodarski položaj je posledica neugodnih naravnih razmer in zgodovinskih dogodkov. Rudarstvo in fužinarstvo, ki je imelo v dolini velik pomen še v 19. stoletju, je ob koncu dvajsetega stoletja zaradi slabih prometnih povezav zamrlo. Zgraditev dolenjske železnice ob Temenici je dokončno potisnila dolino reke Krke v gospodarsko osamo. Po drugi svetovni vojni so bili ti kraji načrtno zapostavljeni zaradi sodelovanja prebivalcev z domobranci. Ta ocena pa je bila pristranska, kajti zgodovinske analize kažejo, da je bilo veliko ljudi na strani partizanskega narodnoosvobodilnega boja.
V Suhi krajini pred letom 1994 ni bilo občinskega središča, čeprav je pokrajina merila približno toliko kot povprečna občina. Suha krajina je ostajala na robu štirih velikih občin.
Danes je Suha krajina pretežno kmetijska pokrajina, saj se večina prebivalcev ukvarja s kmetijsko dejavnostjo. Kljub temu je čistih kmečkih gospodinjstev le okoli 15 %, večina ostalih pa ima še dohodke iz drugih nekmetijskih dejavnosti. Zunaj kmetijstva je premalo delovnih mest, zato veliko prebivalcev dnevno migrira v večja in bolj oddaljena industrijska središča. Povezavo z njimi je olajšala pred nekaj leti dograjena avtocestna povezava med Ljubljano in Novim mestom.